# 床蜂
床蜂（とこはち、1954年（昭和29年）8月17日 - ）は、大相撲の元床山。本名は加藤 章（かとう あきら）。神奈川県横浜市戸塚区出身。宮城野部屋所属。

## 人物
親が相撲好きで、宮城野部屋の小結・廣川と親しく、床山を探していたため、中1のとき、親と宮城野部屋に行ったら、そのまま部屋に置いていかれてしまったという。中学卒業後の1970年4月に宮城野部屋の床山に正式に採用される。初めは本名から「床章」を名乗ったが、三保ヶ関部屋に「床明」という床山がいて紛らわしいということで、改名を余儀なくされ、名前で悩んでいたら、春日野部屋の蜂矢が「俺の名前をやろう」ということで「床蜂」に変えた。2015年1月に特等床山。床蜂は現役末期は白鵬の大銀杏を結った。2019年7月場所で床松とともに停年を迎えた。

## 履歴
- 1970年5月場所 - 採用。当初の床山名は床章。
- 1979年 - 床蜂に改名。
- 1999年以前 - 二等床山。
- 2001年1月場所 - 一等床山に昇進。
- 2015年1月場所 - 特等床山に昇進。
- 2019年7月場所 - 停年退職。